# Stéphane Bouillon
Pour les articles homonymes, voir Bouillon.
Stéphane Bouillon, né le 9 mars 1957 à Cambrai (Nord), est un haut fonctionnaire français.
Préfet, plusieurs fois en poste territorial (Aube, Sarthe, Loire, Corse-du-Sud, Bas-Rhin, Bouches-du-Rhône et Rhône), directeur de cabinet de deux ministres de l'Intérieur (Claude Guéant et Christophe Castaner), il est secrétaire général de la Défense et de la Sécurité nationale (SGDSN) depuis le 17 août 2020.

## Biographie

### Jeunesse et études
Stéphane Bouillon est élève de l’Institut d'études politiques de Paris, dont il est diplômé en 1979. Il est titulaire d'un DEA de droit public. Il est admis à l’École nationale d’administration, où il est membre de la promotion Louise Michel (1982-1984).

### Parcours professionnel
Il est successivement préfet de l'Aube en 2001, puis préfet de la Sarthe en 2003, préfet de la Loire en 2006. Il est nommé le 28 juillet 2008, préfet de la Corse, préfet de Corse-du-Sud, hors classe, poste qu’il occupe jusqu’en 2011.
Il devient directeur de cabinet du ministre de l’intérieur, de l’outre-mer, des collectivités territoriales et de l’immigration Claude Guéant en mars 2011, poste qu'il perd avec l’élection de François Hollande le 15 mai 2012.
En 2013, Stéphane Bouillon devient préfet de la Région Alsace et préfet du Bas-Rhin. Le 22 avril 2015, il est désigné « préfet préfigurateur » pour la région Alsace-Champagne-Ardenne-Lorraine.
Le 15 juillet 2015, Stéphane Bouillon est nommé préfet de la région Provence-Alpes-Côte d'Azur, préfet de la zone de défense et de sécurité Sud, et préfet des Bouches-du-Rhône.
Le 11 octobre 2017, il remplace Henri-Michel Comet en tant que préfet du département Rhône et de la région Auvergne-Rhône-Alpes — ainsi que de la zone de défense et de sécurité Sud-Est —, à la suite de la décision du conseil des ministres de mettre fin aux fonctions du préfet sortant, mis en cause par l'inspection générale de l'administration dans l'enquête sur l'attentat du 1er octobre 2017 à la gare de Marseille-Saint-Charles.
À compter du 16 octobre 2018, il est à nouveau directeur de cabinet du ministre de l'Intérieur, auprès de Christophe Castaner puis de Gérald Darmanin jusqu'au 13 juillet 2020, date de cessation de ses fonctions. Il est nommé secrétaire général de la Défense et de la Sécurité nationale à compter du 17 août 2020 et devient ainsi le premier préfet à occuper le poste.

## Affaires judiciaires

### Affaire Belhadad
Le 2 avril 2012, deux mois après l'affaire Mehrah, alors que Stéphane Bouillon est directeur de cabinet de Claude Guéant, il publie un communiqué annonçant la présence de cinq terroristes en France, dont Ali Belhadad, pour lesquels il demande et obtient l'expulsion. Ali Belhadad est présenté comme ayant « été condamné pour son rôle dans les attentats de Marrakech de 1994 ». Lors de son recours en référé devant le tribunal administratif, la représentante du ministère rappelle qu'une « note blanche » des services de renseignement évoque ses relations avec des « vétérans d’Afghanistan », son emploi dans une librairie « fondamentaliste » parisienne et un dîner avec un ancien de Guantánamo ; mais Ali Belhadad n'a jamais été condamné dans les attentats de Marrakech, c'est une erreur de la direction du renseignement de la préfecture de police parisienne.
Ali Belhadad est expulsé et ne pourra revenir en France qu'après une procédure longue de deux ans : les recours déposés auprès de Claude Guéant puis de son successeur en 2013, Manuel Valls, sont restés sans effet.
Le 15 mai 2015, Stéphane Bouillon est reconnu coupable de diffamation contre Ali Belhadad et condamné à 7 000 € en dommages et intérêts et 800 € d'amende avec sursis.

### Affaire des boues rouges
En décembre 2015, Stéphane Bouillon autorise, par arrêté préfectoral, la société Altéo à continuer d'exploiter ses usines de Gardanne et à rejeter dans la mer des effluents aqueux dépassant les limites réglementaires pour une durée de six ans. Ces effluents possiblement toxiques et issus de l’activité de transformation de minerai de bauxite pour la production d'alumine sont rejetés directement dans les eaux du parc national des Calanques. Le préfet affirme suivre la position du gouvernement. La ministre de l'Écologie, Ségolène Royal, s'était déclarée défavorable au renouvellement de cette autorisation en novembre, elle réitère son désaccord après la prise de cet arrêté estimant que « l’ordre est venu du Premier ministre au préfet, direct » et que « c’est une mauvaise décision qui est essentiellement suscitée par le chantage à l’emploi ».

### Affaire des permis illégaux à Coti Chiavari
Le 13 avril 2017, Stéphane Bouillon est condamné pour faute, par le tribunal administratif de Bastia, pour l'autorisation de permis de construire illégaux à Coti-Chiavari. Cette condamnation fait suite à l'action en justice des associations de protection de l'environnement U Levante et le GARDE. Le 3 mars 2011, la veille de son départ de Corse, il avait accordé à Julien Peretti quatre permis de construire pour la « réhabilitation de ruines », en réalité pour un restaurant au bord de mer et sept villas, tous appelés des « bergeries », au lieu-dit Saparella, sur un espace remarquable, et ce alors que la direction départementale des territoires et de la mer avait émis quatre avis défavorables.

## Décorations
- Officier de la Légion d'honneur en 2015[20] (chevalier en 2005[21]).
- Commandeur de la Légion d'honneur en 2025[22]
- Commandeur de l'ordre national du Mérite en 2021[23] (officier en 2010[24], chevalier en 2002[25]).
- Médaille de la jeunesse, des sports et de l'engagement associatif, or[26]
- Médaille d'honneur de l'administration pénitentiaire, bronze[27],[28]
- Médaille d'honneur de la Police nationale[26]